# Endless Forms Most Beautiful
Endless Forms Most Beautiful — восьмий студійний альбом фінського симфо-метал-гурту Nightwish. Реліз відбувся на лейблі Nuclear Blast в березні 2015 року: 27 березня — в Європі, 30 березня — у Великій Британії, 31 березня — в США. Це перший студійний альбом гурту з Флор Янсен і Троєм Доноклі як постійними учасниками колективу. Юкку Невалайнена, в якого виникли проблеми зі здоров'ям від безсоння, замінив член гурту Wintersun Кай Хахто. В записі альбому брав участь професор біології та популяризатор науки Річард Докінз.

## Ідея
В основному Endless Forms Most Beautiful був натхненний роботами натураліста Чарлза Дарвіна. За словами автора пісень, Туомаса Холопайнена, назва альбому це частина цитати із книги Дарвіна 1859 Походження видів, в якій слова «нескінченні форми найкрасивіші» були для опису еволюції від одного спільного предка усіх живих організмів:
Є велич в такому погляді на життя, з її набором сил, якими на самому початку наділялися декілька форм або одна; і що, в той час як ця планета оберталася згідно всесвітнього закону тяжіння, з такого простого починання нескінченні форми найкрасивіші і найдивовижніші були, і по цей день, еволюціонували.
Назви такі як Élan і The Greatest Show on Earth також розглядалися для назви альбому, але Холопайнен вважав останню занадто «помпезною» і група зрештою зголосилася на Endless Forms Most Beautiful.
Туомас казав, що бажав би аби фани слухали весь альбом від початку до кінця (так ніби це перегляд фільму), а не слухали кожну окремо вибірково. За словами Туомаса, Endless Forms Most Beautiful має «дуже широкий» сенс: «Він весь про красу життя, красу існування, природу, науку». Він порівняв його з альбомом Imaginaerum: «Попередній альбом був присвячений могутності фантазії. Endless Forms Most Beautiful є такою самою даниною науці та силі розуму».

## Список композицій
| Стандартне видання | Стандартне видання             | Стандартне видання |
| #                  | Назва                          | Тривалість         |
| ------------------ | ------------------------------ | ------------------ |
| 1.                 | «Shudder Before the Beautiful» | 6:29               |
| 2.                 | «Weak Fantasy»                 | 5:23               |
| 3.                 | «Élan»                         | 4:45               |
| 4.                 | «Yours Is an Empty Hope»       | 5:34               |
| 5.                 | «Our Decades in the Sun»       | 6:37               |
| 6.                 | «My Walden»                    | 4:38               |
| 7.                 | «Endless Forms Most Beautiful» | 5:07               |
| 8.                 | «Edema Ruh»                    | 5:15               |
| 9.                 | «Alpenglow»                    | 4:45               |
| 10.                | «The Eyes of Sharbat Gula»     | 6:03               |
| 11.                | «The Greatest Show on Earth»   | 24:00              |
| 78:36              |                                |                    |

| Інструментальний диск | Інструментальний диск          | Інструментальний диск |
| #                     | Назва                          | Тривалість            |
| --------------------- | ------------------------------ | --------------------- |
| 1.                    | «Shudder Before the Beautiful» | 6:20                  |
| 2.                    | «Weak Fantasy»                 | 5:22                  |
| 3.                    | «Élan»                         | 4:45                  |
| 4.                    | «Yours Is an Empty Hope»       | 5:35                  |
| 5.                    | «Our Decades in the Sun»       | 6:37                  |
| 6.                    | «My Walden»                    | 4:38                  |
| 7.                    | «Endless Forms Most Beautiful» | 5:07                  |
| 8.                    | «Edema Ruh»                    | 5:14                  |
| 9.                    | «Alpenglow»                    | 4:45                  |
| 10.                   | «The Eyes of Sharbat Gula»     | 6:03                  |
| 11.                   | «The Greatest Show on Earth»   | 24:01                 |
| 78:27                 |                                |                       |

| Оркестровий диск | Оркестровий диск               | Оркестровий диск |
| #                | Назва                          | Тривалість       |
| ---------------- | ------------------------------ | ---------------- |
| 1.               | «Shudder Before the Beautiful» | 5:40             |
| 2.               | «Weak Fantasy»                 | 5:25             |
| 3.               | «Élan»                         | 4:20             |
| 4.               | «Yours Is an Empty Hope»       | 5:38             |
| 5.               | «Our Decades in the Sun»       | 6:37             |
| 6.               | «Endless Forms Most Beautiful» | 5:09             |
| 7.               | «Alpenglow»                    | 4:49             |
| 8.               | «The Eyes of Sharbat Gula»     | 6:04             |
| 9.               | «The Greatest Show on Earth»   | 23:36            |